# Pilgrimsfäderna

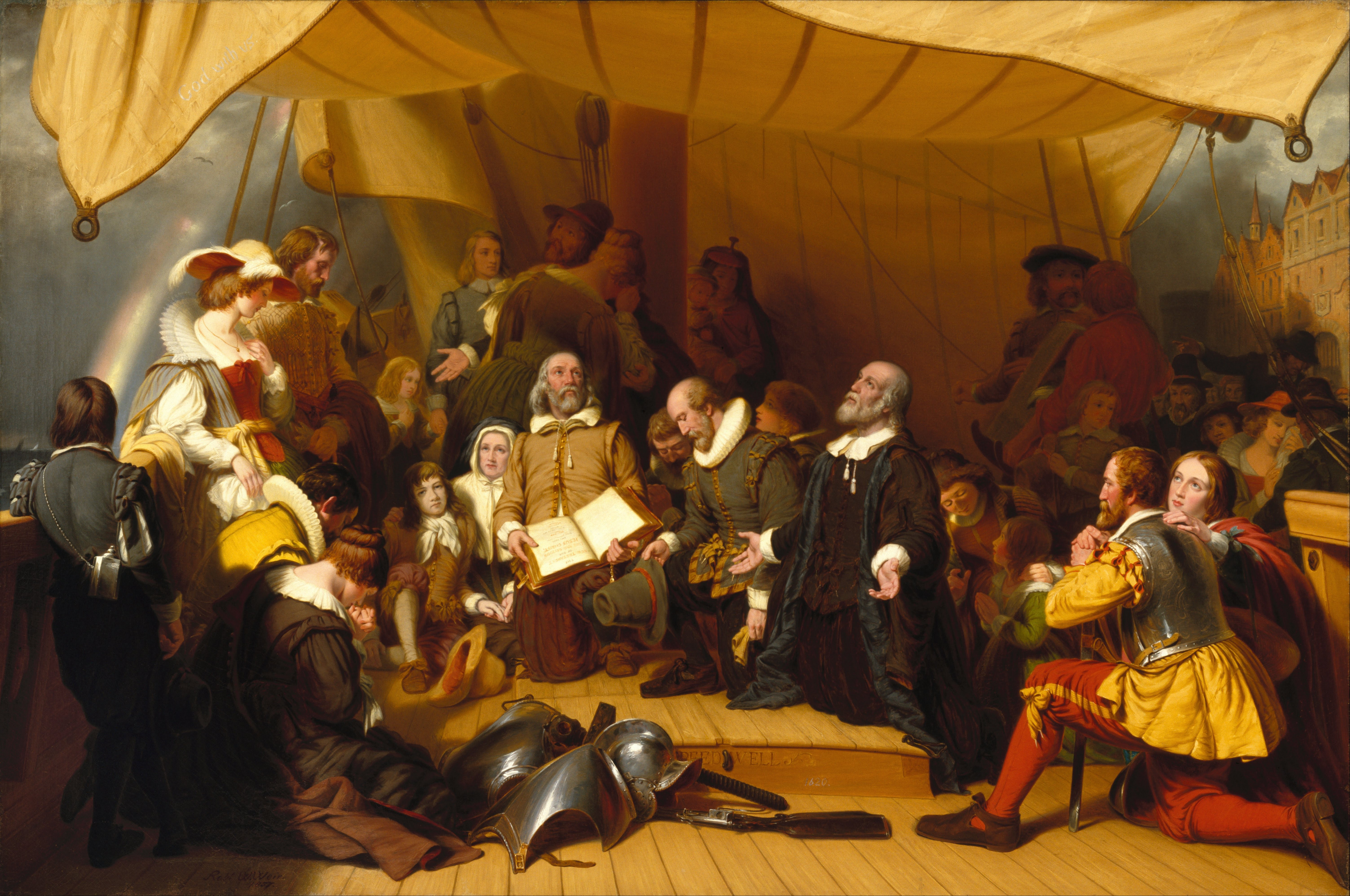
The Embarkation of the Pilgrims (1857) av den amerikanske konstnären Robert Walter Weir vid Brooklyn Museum i New York.

Pilgrimsfäderna (engelska: Pilgrim Fathers), är ett namn som ofta används för de tidiga bosättarna i Plymouthkolonin i dagens Plymouth, Massachusetts, USA. Deras ledarskap kom från de religiösa församlingarna Brownist English Dissenters som etablerats omkring 1600 i Scrooby, Nottinghamshire och 1607–1608 hade flytt den instabila politiska miljön i East Midlands i England till förmån för det relativa lugna och toleranta Leiden i Nederländerna. Gruppen, som var oroade över att förlora sin kulturella identitet, arrangerade senare tillsammans med engelska investerare möjligheten att etablera en ny koloni i Nordamerika. Överfarten skedde ombord på Mayflower, där dock endast 35 personer av de 102 emigranterna tillhörde Leidenförsamlingen - resten kom från andra delar av England. Endast ledarna William Brewster och William Bradford tillhörde den ursprungliga församlingen i Scrooby. Man hade ursprungligen för avsikt att slå sig ned i Virginia, men valde i stället ett område norr om Cape Cod där man anlade sin koloni.
Kolonin, som grundades 1620, blev den andra framgångsrika engelska bosättningen (efter grundandet av Jamestown, Virginia 1607) och senare den äldsta kontinuerligt bebodda brittiska bosättningen i vad som skulle bli Amerikas förenta stater. Pilgrimsfädernas historia om att söka religionsfrihet har blivit ett centralt tema i USA:s historia och kultur.